# Pagbilao
Pagbilao est une municipalité de la province de Quezon, aux Philippines.

## Barangays
Pagbilao est subdividée en 27 barangays.
- Alupaye
- Añato
- Antipolo
- Bantigue
- Bigo
- Binahaan
- Bukal
- Ibabang Bagumbungan
- Ibabang Palsabangon (déviation)
- Ibabang Polo
- Ikirin
- Ilayang Bagumbungan
- Ilayang Palsabangon
- Ilayang Polo
- Kanlurang Malicboy
- Mapagong
- Mayhay
- Pinagbayanan
- Barangay 1 Castillo (Poblacion (en))
- Barangay 2 Daungan (Poblacion (en))
- Barangay 3 Del Carmen (Poblacion (en))
- Barangay 4 Parang (Poblacion (en))
- Barangay 5 Santa Catalina (Poblacion (en))
- Barangay 6 Tambak (Poblacion (en))
- Silangang Malicboy
- Talipan
- Tukalan
- Tambak

## Démographie
Selon le recensement de 2020, Pagbilao compte 78 700 habitants.